# Pernilla August

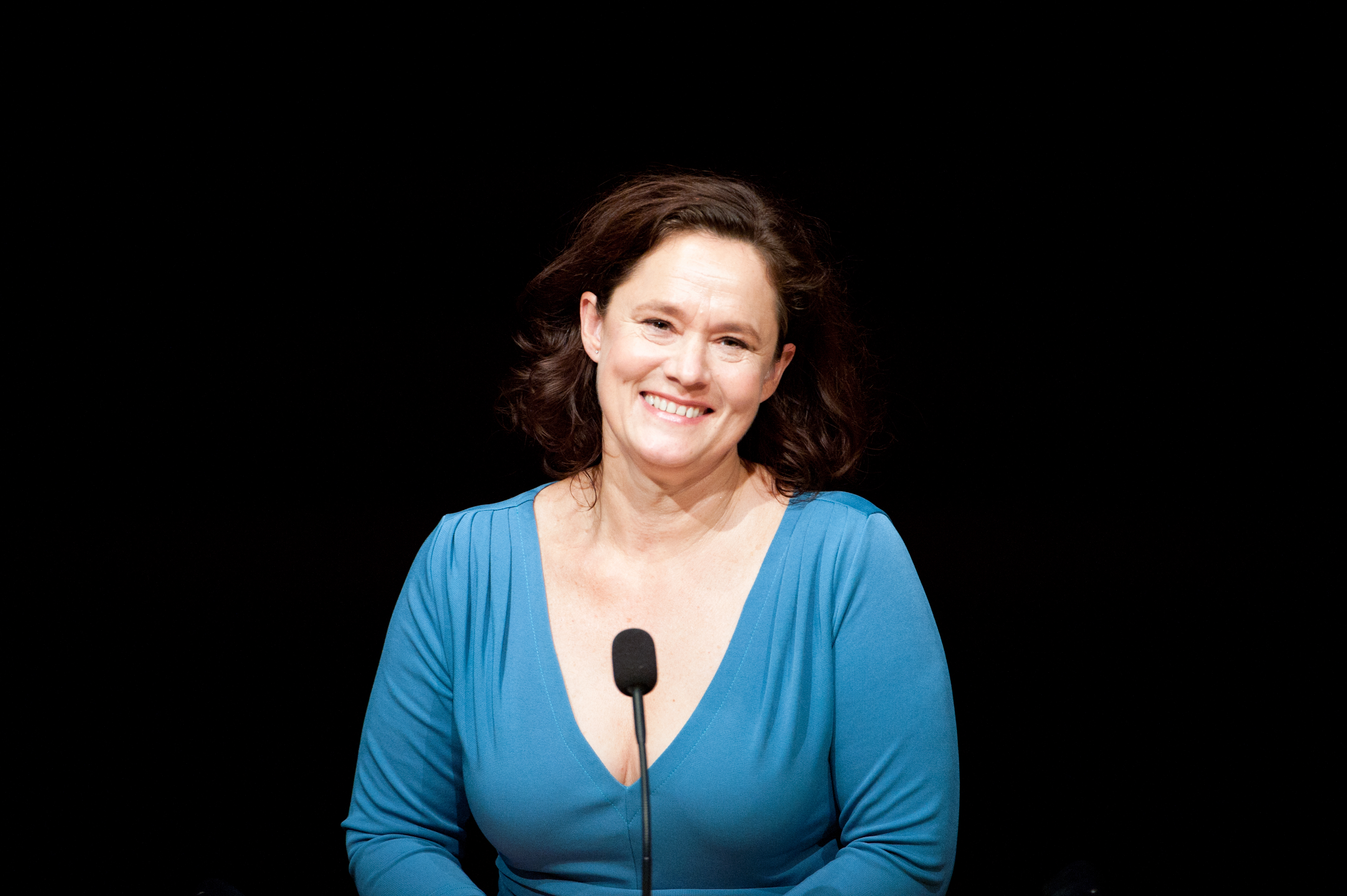
Pernilla August

Pernilla August (n. 13 februarie 1958, Katarina church parish⁠(d), Comitatul Stockholm, Suedia) este o actriță suedeză, regizoare și scenaristă. Fiind o actriță de top în cinematografia suedeză, este o veche colaboratoare a regizorului Ingmar Bergman. August a câștigat premiul pentru cea mai bună actriță în 1992 la Festivalul de Film de la Cannes pentru rolul ei din Den goda viljan (Cele mai bune intenții). Cariera ei internațională include rolul lui Shmi Skywalker din trilogia prequel Războiul stelelor.

## Filmografie selectivă
- 1982 Fanny și Alexander - Fanny och Alexander (Maj), regizor: Ingmar Bergman
- 1992 Cele mai bune intenții - Den goda viljan
- 2000 Bârfa - Gossip
- 2002 Dina - I Am Dina
- 2009 O soluție rațională - De rationella
- 2012 Dama de companie - Call Girl
- Britt-Marie var här (2019)  - ca Britt-Marie; regizat de Tuva Novotny

## Legături externe
- http://www.cinemagia.ro/actori/pernilla-august-4528/

1. 1 2  August, Mia Pernilla, Sveriges befolkning 2000[*]
2. ↑   http://www.tvrage.com/person/id-92661/Pernilla+August Lipsește sau este vid: |title= (ajutor)
3. ↑  Pernilla August, Discogs, accesat în 9 octombrie 2017
4. ↑  „Pernilla August”, Gemeinsame Normdatei, accesat în 27 aprilie 2014
5. ↑  Pernilla August, Filmportal.de, accesat în 9 octombrie 2017
6. ↑  Jan Dohrmann (5 martie 2016), Kvinder bag ’Arvingerne’ fik mindelegat for afdød DR-drama-instruktør (în daneză), DR, accesat în 23 martie 2025